# Arxipèlag de Mentawai

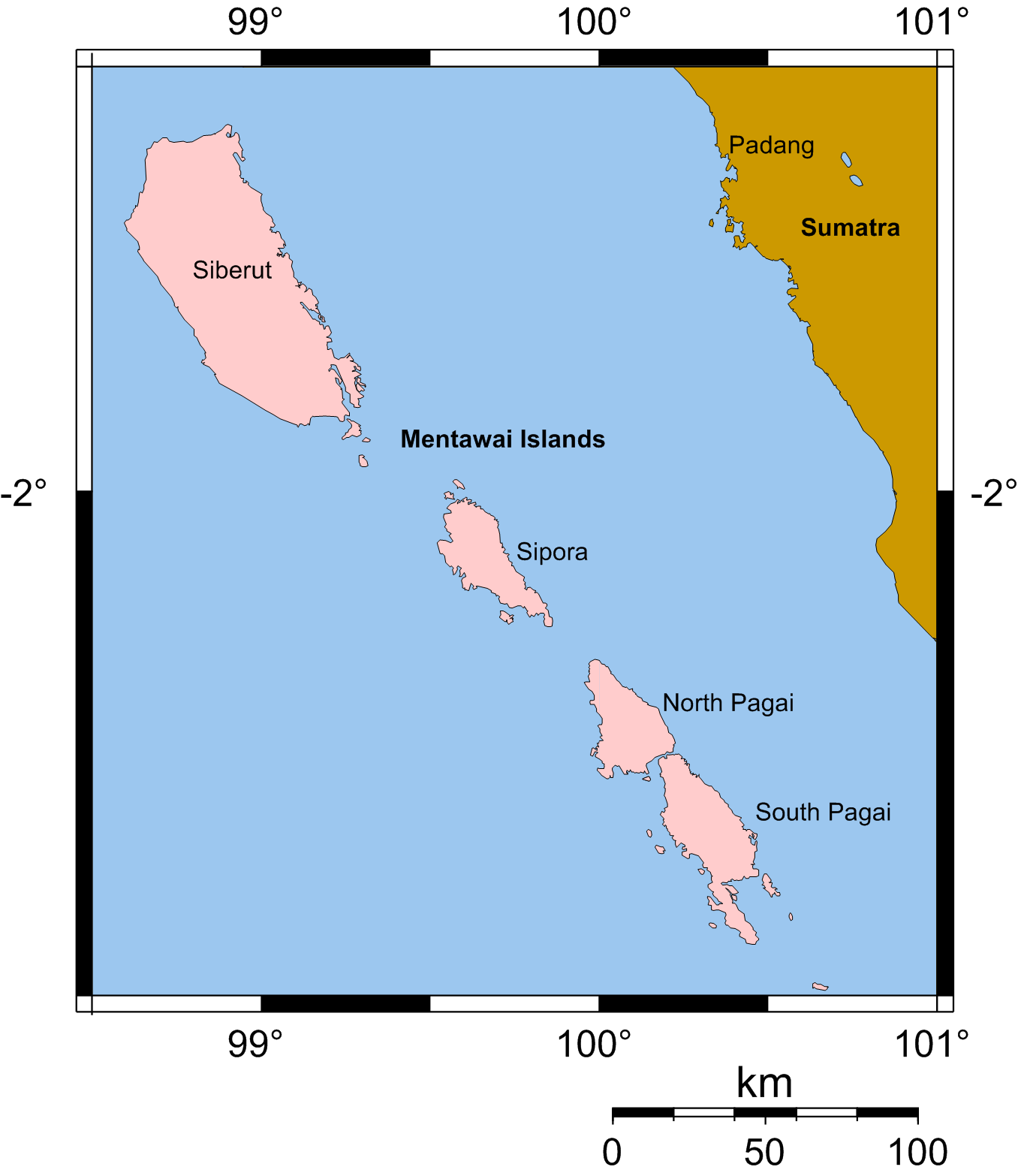
Localització de l'arxipèlag de Mentawai

L'arxipèlag de Mentawai és un grup de 70 illes situat aproximadament a 150 km de la costa oest de l'illa indonèsia de Sumatra. L'estret es coneix amb el nom de les illes, estret de Mentawai. Forma part de la província de Sumatra Occidental, del qual constitueix un kabupaten (departament), creat el 1999 a partir del que només era un kecamatan (districte).
Siberut, amb 4.030 km², és la més gran de les illes. Les altres illes importants són Sipura, Pagai Utara i Pagai Selatan.

## Població
Els habitants indígenes de les illes es coneixen com els Mentawai, amb un nombre aproximat de 30.000 individus, per a una població total de 63.732 habitants a l'arxipèlag (2000), amb la següent distribució per districtes:
- Siberut del nord: 15.161
- Siberut del sud: 14.757
- Sipora: 12.840
- Pagai: 20.974

Així doncs, actualment, els habitants de les illes es poden dividir en indígenes i immigrants. Tots ells parlen variants dialèctiques de la llengua indígena a les illes Mentawai, molts parlen la llengua nacional indonèsia i una minoria la llengua minangkabau. Els immigrants inclouen gent de Sumatra Septentrional (batak), Sumatra Occidental (minangkabau) que representen la majoria de la població no indígena, i javanesos, junt amb representants amb més o menys mesura de la majoria dels altres grups ètnics d'Indonèsia, així com europeus o americans que hi resideixen per activitats professionals (missioners, investigadors, personal humanitari).